# Wil Holmes
Pour les articles homonymes, voir Holmes.
William "Wil" Holmes, né le 20 février 2006 à Adélaïde, est un coureur cycliste australien. Il est membre de l'équipe Hagens Berman Jayco. 

## Biographie
Wil Holmes est originaire de la ville d'Adélaïde. Dans les catégories de jeunes, il court alternativement sur route, sur piste et en cyclo-cross pour le Norwood Cycling Club, l'équipe junior d'ARA-Skip Capital ou la sélection nationale australienne. Il participe aussi à plusieurs compétitions avec l'U19 Academy Region Sud, une structure implantée en France. Sa sœur Chelsea a elle-même été coureuse cycliste.  
Décrit comme un bon rouleur, il devient champion d'Australie sur route chez les moins de 17 ans, et vice-champion national de cyclo-cross juniors en 2022. En 2023, il est sacré champion d'Océanie junior du contre-la-montre. Il remporte également les titres de champion national dans le critérium junior et la poursuite par équipes. Compte tenu de ses résultats, il fait partie des cyclistes australiens sélectionnés pour disputer les championnats du monde juniors, sur route et sur piste. Il finit par ailleurs cinquième de Liège-Bastogne-Liège juniors.
En 2024, il devient champion d'Australie junior du contre-la-montre, au mois de janvier. Il effectue son retour en Europe au printemps. Aligné sur divers compétitions internationales, il réalise de bonnes performances en terminant troisième de la première étape du Saarland Trofeo, cinquième de la Gipuzkoa Klasika et de Liège-Bastogne-Liège juniors, ou encore dixième du Trophée Centre Morbihan. Durant l'été, il effectue un détour réussi sur piste en se classant deuxième de la poursuite aux championnats du monde juniors. Il établit un nouveau record du monde dans cette discipline pendant les qualifications, mais s'incline en finale face au Britannique Henry Hobbs. Sur route, il s'impose sur le contre-la-montre inaugural d'une course par étapes espagnole. Il prend ensuite la quatrième place du championnat du monde du contre-la-montre juniors, à seulement quelques secondes du podium.
Grâce à ses performances, il est parvenu à signer un contrat anticipé de trois ans avec la formation World Tour Jayco AlUla, qu'il doit rejoindre en 2026,. Il effectue toutefois d'abord une saison chez Hagens Berman Jayco, qui fait elle-même office d'équipe réserve pour la structure australienne.

## Palmarès sur route
- 2022
  -  Champion d'Australie sur route U17
- 2023
  -  Champion d'Océanie du contre-la-montre juniors
  -  Champion d'Australie du critérium juniors
  - Ronde du Bassin Sioule Limagne
  - 2e du championnat d'Australie du contre-la-montre juniors
  - 3e du championnat d'Australie sur route juniors
- 2024
  -  Champion d'Australie du contre-la-montre juniors
  - 2e du championnat d'Australie sur route juniors
  - 2e du Gran Premio Sportivi di Loria
  - 4e du championnat du monde du contre-la-montre juniors

## Palmarès sur piste

### Championnats du monde
| Édition / Épreuve      | Poursuite individuelle |
| Luoyang 2024 (juniors) | Argent                 |

### Championnats nationaux
- 2023
  -  Champion d'Australie de poursuite par équipes (avec Oliver Bleddyn, Angus Miller et Leo Zimmermann)

## Palmarès en cyclo-cross
- 2022-2023
  - 2e du championnat d'Australie de cyclo-cross juniors